# San Giorgio (L9892)
San Giorgio (L9892) je výsadková loď kategorie Amphibious Transport Dock Italského námořnictva. Jedná se o vedoucí jednotku třídy San Giorgio.

## Historie

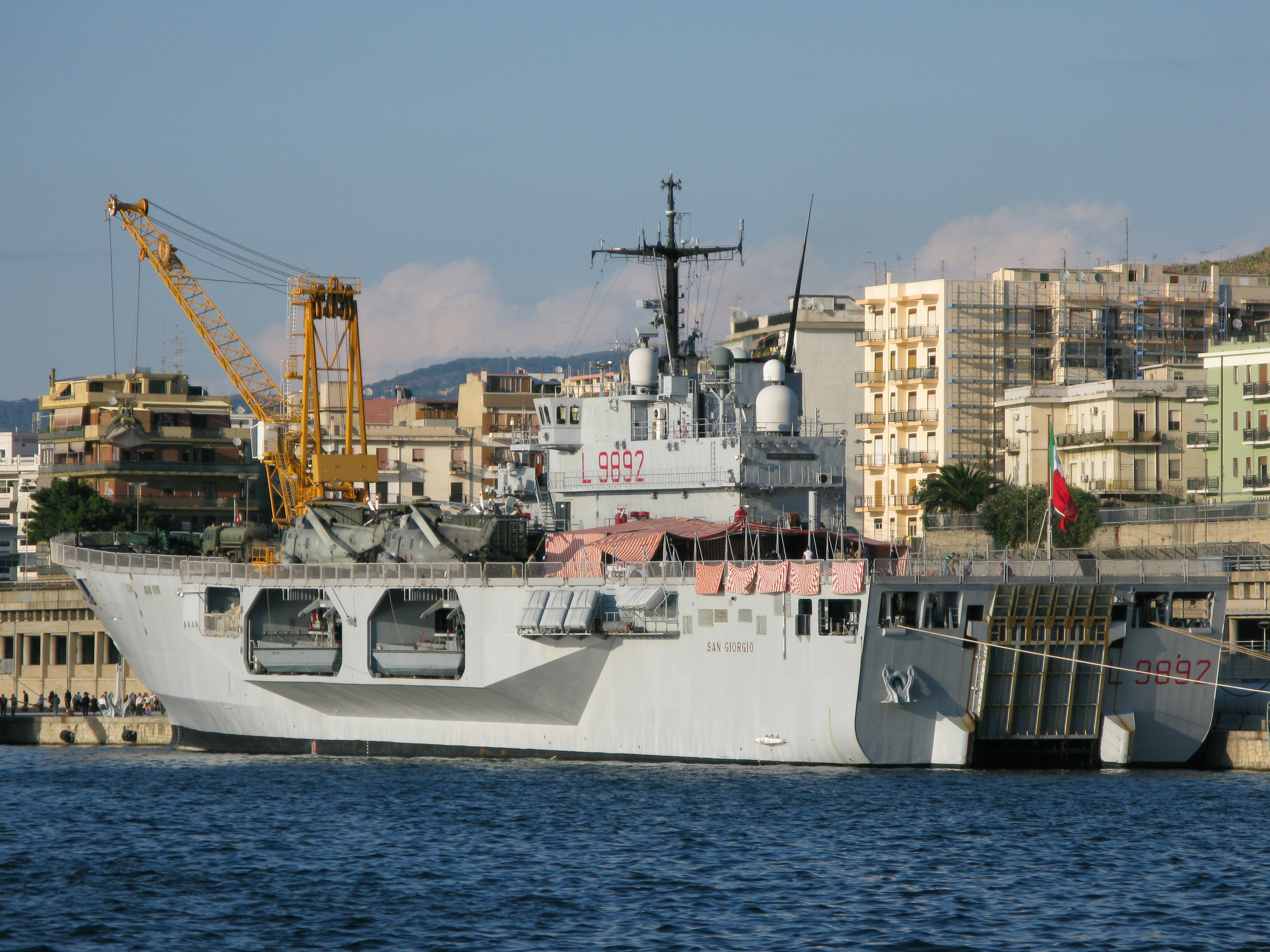
San Giorgio v roce 2008

Loď postavila italská společnost Fincantieri. Kýl byl položen 27. května 1985 a spuštění na vodu proběhlo 21. února 1987 ve městě Sestri Levante. San Giorgio byla slavnostně uvedena do služby dne 13. února 1988. Od prosince 1992 se San Giorgio a San Marco (L9893) účastnila misí Ibis I a Ibis II v Somálsku společně s 24. námořní skupinou (Vittorio Veneto (C 550), Vesuvio (A 5329) a Grecale (F 571) a s 25. námořní skupinou (Giuseppe Garibaldi (C551), Stromboli (A 5327) a Scirocco (F 573). V polovině roku 2006 byla Itálie jedna z prvních zemí, která se zapojila do Libanonské války. Loď San Giorgio se účastnila operací Mimosa '06 a Leonte společně s loděmi San Marco (L9893), San Giusto (L9894), Aliseo (F 574), Durand de la Penne (D-560) a Giuseppe Garibaldi (551). V prosinci 2014 se San Giorgio zúčastnila záchranné operace lodě MS Norman Atlantik a hrála rozhodující roli v úspěchu operace. Dne 3. srpna 2016 Itálie obdržela kromě boje proti pašerákům a obchodníkům s lidmi dva další úkoly, a to výcvik Libyjské pobřežní stráže a Libyjského námořnictva a kontrolu zbrojního embarga vůči Libyi v souladu s rezolucemi Rady bezpečnosti OSN. Itálie bude hrát rozhodující roli, protože výcvik bude probíhat pod italským vedením a bude probíhat na palubě San Giorgio.

## Výzbroj a vojenské vybavení
San Giorgio je vyzbrojena dvěma 25mm automatickými kanóny Oerlikon KBA. Loď pojme 350 vojáků s 30 tanky nebo 36 obrněnými vozidly. Pro výsadkové operace je San Giorgio vybavena třemi vyloďovacími čluny třídy LCM62 a třemi vyloďovacími čluny typu LCVP třídy MTP96.